# CROSS FINE MODE
『CROSS FINE MODE』（クロス・ファイン・モード）は、2000年10月2日から2002年3月28日までエフエム九州 (CROSS FM) で放送されていたワイド番組である。

## 概要
女性ナビゲーターによる「ナチュラルなトーク」と「ファインな音楽」を中心とする内容で放送。CROSS FM北九州本社第1スタジオからの生放送。
番組は、リスナーからのメッセージをFAXとEメールで募集していた。番組の放送中に特定条件下でEメールを送ったリスナーには、番組からのプレゼントがあった。番組中に紹介できなかったEメールの送信者には、ナビゲーターの武田直子からショートメッセージによる返信が行われた（武田の担当日のみに実施。鈴木麻由の担当日には無し）。

## 放送時間
いずれも日本標準時。
- 月曜 - 木曜 10:00 - 12:00[2]（2000年10月2日 - 2001年3月29日）
- 月曜 - 木曜 10:00 - 13:00[3]（2001年4月2日 - 2002年3月28日）

## ナビゲーター
- 武田直子 - 2001年9月27日までは毎日出演、同年10月1日からは月曜・水曜担当。
- 鈴木麻由 - 2001年10月2日から火曜・木曜担当で出演。それ以前にも、武田が休みの時のピンチヒッターで出演したことがある。

## コーナー
血液型占い
10:10 - 10:15に放送。ABO式血液型（A型・B型・AB型・O型）それぞれの型の持ち主の運勢を占った。
COLORFUL TALK
10:45 - 10:55に放送。前番組『CANDY CAFE BOARD』からの引き継ぎコーナーで、スポンサーのザ・モール小倉関連の情報や、同店舗備え付けのリクエストボックスに寄せられたリクエスト曲を紹介していた。このコーナーは、後番組の『CROSS RADIO 10』でも引き続き行われた。

## エピソード
アメリカ同時多発テロ事件の起きた2001年9月11日、たまたま休暇でアメリカに滞在していた武田は（当日の番組は鈴木が代理で担当）ニューヨークでの取材を試みたが、現地での混乱が大きく取材を断念せざるを得なかった。